# راوتووو
راوتووو (به صربی: Rautovo) یک منطقهٔ مسکونی در صربستان است که در نیشکا بانگا واقع شده‌است.